# أنري أوكاموتو
أنري أوكاموتو (باليابانية: 岡本杏理؛ بالكانا: おかもと あんり) هي عارضة وتارينتو وممثلة يابانية، ولدت في 1 يوليو 1994 في طوكيو في اليابان.

## وصلات خارجية
- أنري أوكاموتو على موقع IMDb (الإنجليزية)
- أنري أوكاموتو على موقع قاعدة بيانات الفيلم (الإنجليزية)